# La Stratégie du choc
Pour les articles homonymes, voir La Stratégie du choc (film).
La Stratégie du choc : la montée d'un capitalisme du désastre (titre original : The Shock Doctrine: The Rise of Disaster Capitalism) est un essai socio-politique altermondialiste publié en 2007 par la journaliste canadienne Naomi Klein.

## Thèse du livre

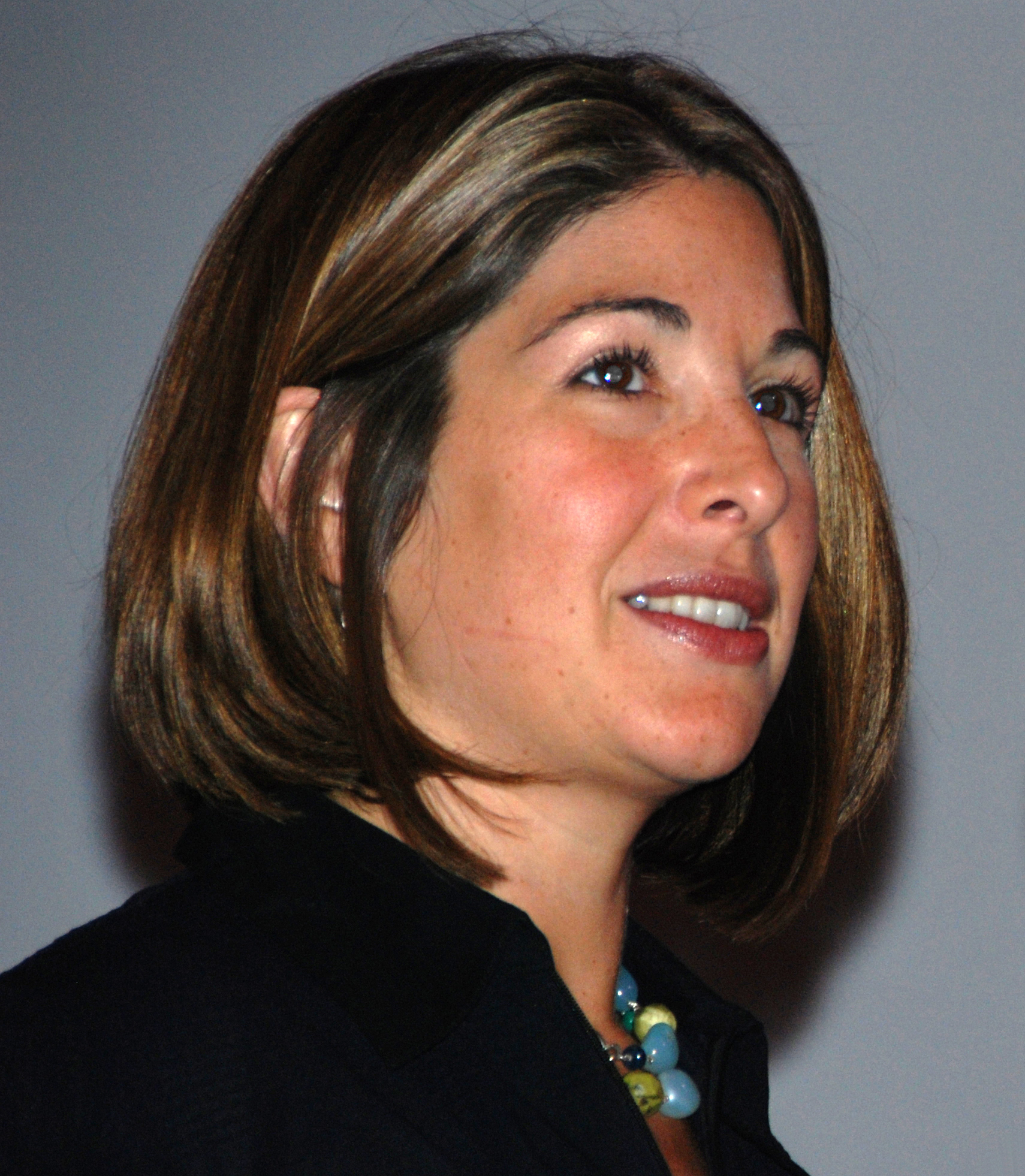
Naomi Klein en 2007.

Après une préface où elle expose les différents points de son argumentation, le premier chapitre porte sur la torture et plus particulièrement sur les expériences de lavage de cerveau effectuées par Donald Ewen Cameron et qui auraient été financées par la CIA. D'après Naomi Klein, ces recherches étaient menées pour détruire la personnalité du sujet en lui administrant des chocs divers afin d'obtenir une « page blanche » sur laquelle on pourrait écrire une nouvelle personnalité,,.
S'appuyant sur plusieurs recherches documentaires, Naomi Klein soutient que, de la même manière, des désastres (catastrophes naturelles, changements de régimes, attentats), qui conduisent à des chocs psychologiques, permettent aux chantres du capitalisme d'appliquer la doctrine de l'école de Chicago dont Milton Friedman est l'un des représentants les plus connus. Ils imposeraient, à l'occasion des désastres, des réformes économiques que Naomi Klein qualifie d'ultra-libérales telles que la privatisation de l'énergie ou de la Sécurité sociale,.
Naomi Klein cite plusieurs exemples pour étayer sa thèse. En particulier, elle évoque les dictatures de Pinochet au Chili dont le coup d'État a été appuyé par les États-Unis et de Soeharto en Indonésie, ainsi que le cas de la Bolivie, où les réformes ont été conduites en déportant temporairement les responsables de gauche. L'autrice évoque de plus les libéralisations qui ont suivi la chute du bloc de l'Est en Pologne et en Russie, au début des années 1990, le gouvernement de Margaret Thatcher au Royaume-Uni, la fin de l'apartheid en Afrique du Sud. Les politiques qui ont été pratiquées aux États-Unis depuis 1990, mais plus particulièrement sous l'administration Bush, sont particulièrement visées, notamment la privatisation progressive de la sécurité aux États-Unis. Cela l'a conduite à s'intéresser à la gestion de la guerre en Irak. D'après Naomi Klein, on assiste depuis 2001 à l'émergence d'une industrie de la sécurité intérieure, les attentats du 11 septembre ayant été utilisés comme un choc « utile ». Cet argument est le point de départ à l'origine du livre, d'après l'autrice.
L'autrice évoque notamment les réformes engagées et les mesures prises après la crise asiatique de 1997, l'ouragan Katrina ou encore le tsunami de 2004.
Elle estime que dans différents endroits du monde, l'application des théories de Milton Friedman conduit à la division des villes en deux zones, comme à Bagdad, La Nouvelle-Orléans ou Beyrouth : une zone verte, riche et protégée des dangers, et une ou plusieurs zones rouges, dangereuses et misérables.
Naomi Klein soutient également que les théories de l'école de Chicago telles qu'elles auraient été appliquées dans ces pays présentent deux contradictions. Tout d'abord, selon ses promoteurs, le néo-libéralisme garantit une plus grande richesse d'une économie et un accroissement de la prospérité individuelle. Alors que, selon elle, ce n'est jamais le cas dans les exemples étudiés. Enfin, toujours selon certains de ses promoteurs, démocratie et néo-libéralisme se soutiennent l'un l'autre. Or, d'après Naomi Klein, l'imposition de politiques néo-libérales ne s'est jamais produite sans coup d'État, élimination de l'opposition ou imposition d'un état d'urgence ou de politique vaudou,.
En conclusion, Naomi Klein préfère parler de « corporatisme » pour désigner la nouvelle forme de capitalisme qu'elle décrit. Elle estime en effet que les politiques qualifiées de « néo-libérales » ne sont pas si libérales que cela, puisqu'elles nécessitent une intervention étatique importante afin d'assurer « la concurrence libre et non faussée » contre la tendance des entreprises à former des oligopoles et le respect de la propriété privée des grandes entreprises malgré leur impopularité. Elle écrit ainsi : « Le mot qui convient le mieux pour désigner un système qui gomme les frontières entre le Gouvernement avec un G majuscule et l'Entreprise avec un E majuscule n'est ni “libéral”, ni “conservateur”, ni “capitaliste”. Ce serait plutôt “corporatiste”. ».

## Critiques

### Positives
L'ouvrage a été considéré comme un des meilleurs livres de 2007 par The Village Voice, Publishers Weekly, The Observer, et The Seattle Times.
L'universitaire anglais John N. Gray estime, dans une critique publiée dans The Guardian, que : « Il y a très peu de livres qui nous aident vraiment à comprendre le présent. La Stratégie du choc est l'un de ces livres ».
Dans La Revue internationale des livres et des idées, Michael Hardt écrit que « d'une certaine manière, le livre prolonge son excellent article publié par Harper’s en 2004, « Baghdad Year Zero », qui est incorporé et développé ici. »

### Nuancées
Plus nuancé est l'universitaire français Samuel Ferey qui, dans un compte rendu pour la revue Mondes en développement, souligne que « l’intérêt de l’ouvrage réside d’abord sur les éléments factuels » et que, nonobstant « le côté unilatéral de l’ouvrage » et « le caractère trop flou de certains concepts », conclut : « La lecture de La Stratégie du choc reste stimulante et donne incontestablement envie d’en savoir plus. ».

### Négatives
En revanche, selon Jonathan Chait (en) pour le magazine américain The New Republic, « l'amalgame permanent de Naomi Klein entre tous ses adversaires idéologiques au service d'une théorie monocausale du monde rend ultimement son analyse parfaitement absurde ». Naomi Klein verrait, derrière les interventions armées américaines à l'étranger, la mise en œuvre de la doctrine de Milton Friedman auquel est prêtée l'idée qu'il faudrait créer un choc de façon à instituer les politiques économiques voulues. Or, selon Chait, Milton Friedman n'aurait jamais rien prôné de tel. Naomi Klein décrit la guerre en Irak comme l'apothéose de ses idées, avançant que les néoconservateurs sont des partisans engagés de Friedman. Or, si les néoconservateurs sont anticommunistes, ils n'en sont pas pour autant des partisans du libéralisme économique, et ils ont une opinion favorable du New Deal. De plus, selon Chait, Friedman ne se rattache pas aux néoconservateurs, promoteurs interventionnistes des valeurs et de la démocratie américaines, mais aux conservateurs libertariens, hostiles aux aventures à l'étranger et à l'intervention de l'État. Toujours selon Chait, Friedman lui-même s'est opposé à la guerre en Irak, ce que Naomi Klein ne rapporterait pas. Finalement, Jonathan Chait considère que Naomi Klein ignore les idées qu'elle critique alors même qu'elle leur attribue un rôle majeur à l'échelle mondiale. 
L'essayiste libéral Johan Norberg abonde dans le même sens, reprochant en particulier à Naomi Klein des contresens sur les théories de Friedman et des interprétations volontairement fausses. 
Naomi Klein a répondu à ces critiques en excipant d'un entretien de Milton Friedman à un magazine allemand pour montrer que celui-ci approuve la guerre en Irak. Ces citations sont : « President Bush only wanted war because anything else would have threatened the freedom and the prosperity of the USA » (le président Bush ne voulait la guerre que parce que toute autre option aurait menacé la liberté et la prospérité des États-Unis), et à propos des tensions croissantes entre les États-Unis et l'Europe à cette époque : « the end (mais dans la version allemande, c'est le mot « succès » qui est employé) justifies the means. As soon as we’re rid of Saddam, the political differences will also disappear » (La fin justifie les moyens. Dès que nous nous serons débarrassés de Saddam, les divergences politiques disparaîtront). Il a également déclaré au Wall Street Journal, à propos de cette guerre : « It seems to me very important that we make a success of it » (Il me semble très important que nous en fassions un succès). Pour Naomi Klein, ces citations démontrent que Friedman est un partisan déclaré de la guerre en Irak. 
Enfin, pour David Boaz (en), si Naomi Klein a raison de faire un lien entre « chocs » et évolution du rôle de l'État, il ne soutient pas sa définition de la nature de ce lien : pour lui, les crises sont l'occasion d'une augmentation du rôle de l'État et non du marché.

### Éditions
- 1re édition : le dépôt légal a eu lieu au cours du deuxième trimestre 2008.
  -  (ISBN 978-2-7609-2717-9) pour la traduction française de Leméac Éditeur.
  -  (ISBN 978-2-7427-7544-6) pour l'édition Actes Sud (France, Belgique, Suisse).